# Денмухаметов, Артём Хамитович
Артём Хамитович Денмухаметов (род. 15 мая 1993, Челябинск) — российский легкоатлет, специалист по бегу на короткие дистанции. Выступал на профессиональном уровне в 2010-х годах, член сборной России, победитель и призёр первенств всероссийского значения, действующий рекордсмен страны в эстафете 4 × 400 метров, участник чемпионата мира в Пекине. Представлял Свердловскую и Челябинскую области. Мастер спорта России международного класса.

## Биография
Артём Денмухаметов родился 15 мая 1993 года в Челябинске. Окончил Челябинскую государственную агроинженерную академию.
Начал заниматься лёгкой атлетикой у тренера Г. Н. Субеевой, впоследствии тренировался у В. А. Ширяева, проходил подготовку в Екатеринбурге под руководством Н. П. Хрущелёвой.
В 2015 году вошёл в состав российской национальной сборной, выступил в эстафете 4 × 400 метров на командном чемпионате Европы в Чебоксарах и на молодёжном европейском первенстве в Таллине. На чемпионате России в Чебоксарах выиграл бронзовые медали в индивидуальном беге на 400 метров и в эстафете 4 × 400 метров (позднее в связи с допинговой дисквалификацией Максима Дылдина переместился в итоговых протоколах на вторые позиции). Благодаря череде удачных выступлений удостоился права защищать честь страны на чемпионате мира в Пекине — на предварительном квалификационном этапе эстафеты 4 × 400 метров вместе с соотечественниками Павлом Тренихиным, Денисом Кудрявцевым и Павлом Ивашко установил ныне действующий национальный рекорд России — 2.59,45, тогда как в финале занял восьмое место.
В 2016 году в беге на 400 метров взял бронзу на зимнем чемпионате России в Москве и получил серебро на летнем чемпионате России в Чебоксарах. Находился в составе эстафетной команды, которая должна была выступить на Олимпийских играх в Рио-де-Жанейро, однако ИААФ на фоне допингово скандала запретила российским легкоатлетам участвовать в Играх.
В 2017 году в 400-метровой дисциплине стал серебряным призёром на зимнем чемпионате России в Москве.
На зимнем чемпионате России 2018 года в Москве одержал победу в индивидуальном беге на 400 метров и в эстафете 4 × 400 метров.
В 2019 году на зимнем чемпионате России в Москве выиграл серебряную медаль в эстафете 4 × 400 метров.
14 июня 2019 года по результатам проведённого РУСАДА расследования Артёма Денмухаметова временно отстранили от участия в соревнованиях — за связь с пожизненно дисквалифицированным тренером В. С. Казариным. В связи с этим обстоятельством ему отказали в получении нейтрального статуса, позволяющего выступать на международных турнирах. Тем не менее, позднее в британском суде спортсмену удалось доказать свою невиновность, дисциплинарный трибунал World Athletics отменил решение о его отстранении.
За выдающиеся спортивные достижения удостоен почётного звания «Мастер спорта России международного класса».